# Брисуэла, Исаак
Исаа́к Брисуэ́ла Муньо́с (исп. Isaác Brizuela Muñoz; 28 августа 1990, Сан-Хосе, США) — мексиканский футболист, атакующий полузащитник клуба «Гвадалахара» и сборной Мексики. Участник чемпионата мира 2014 года.

## Клубная карьера
Исаак родился в США в семье иммигрантов из Мексики. В возрасте двух лет родители отправили его на родину, а сами остались в США, чтобы обеспечить будущее своих детей.
Брисуэла воспитанник академии «Атлетико Мексикенсе», фарм-клуба «Толуки». В 2007 году Исаак дебютировал за «Мексикенсе» с Лиге Ассенсо. За два сезона он набрался опыта в поединках второго дивизиона и в 2009 году перебрался в «Толуку». 26 июля в матче против «Гвадалахары» Брисуэла дебютировал в мексиканской Примере. 6 декабря в поединке против «Монтеррея» он забил свой первый гол за «Толуку». В 2010 году Исаак выиграл Бисентенарио, впервые став чемпионом Мексики.
В 2013 году Брисуэла на правах аренды перешёл в «Атлас». 6 января в матче против УНАМ Пумас он дебютировал за новую команду. 2 февраля во встрече против «Хагуарес Чьяпас» Исаак забил свой первый гол за «Атлас». По окончании аренды он вернулся в «Толуку».
В начале 2015 года Исаак перешёл в «Гвадалахару». 11 января в матче против «Чьяпас» он дебютировал за новую команду. 31 августа в поединке против «Чьяпас» Брисуэла забил свой первый гол за «Гвадалахару». В 2017 году он помог клубу выиграть чемпионат. В 2018 году Исаак помог выиграть Лигу чемпионов КОНКАКАФ, забив гол в матче против американского «Нью-Йорк Ред Буллз»

## Международная карьера
В 2011 году в составе молодёжной сборной Мексики Брисуэла выиграл Панамериканские игры. На турнире он сыграл в матчах против команд Тринидада и Тобаго, Эквадора, Коста-Рики и Аргентины.
В 2013 году Исаак был включён в заявку сборной Мексики на участие в Золотом кубке КОНКАКАФ. На турнире он дебютировал за национальную команду в матче против сборной Панамы.
В 2014 году Брисуэла попал в заявку на участие в чемпионате мира в Бразилии. На турнире он был запасным и на поле так и не вышел.

## Достижения
Командные
 «Толука»
- Чемпионат Мексики по футболу — Бисентенарио 2010

 «Гвадлахара»
- Чемпионат Мексики по футболу — Клаусура 2017
- Победитель Лиги чемпионов КОНКАКАФ — 2018

Международные
 Мексика (до 22)
- Панамериканские игры — 2011